# Câmara Municipal de Barcelona
A Câmara Municipal (português europeu) ou Prefeitura (português brasileiro) de Barcelona (em catalão: Ajuntament de Barcelona; em castelhano: Ayuntamiento de Barcelona) é uma das cinco administrações públicas com responsabilidade política na cidade de Barcelona, juntamente com a Delegação do Governo espanhol, a Generalidade da Catalunha, o Conselho Comarcal do Barcelonés, e a  Deputação de Barcelona. Tem origens históricas no Conselho de Cento.
Desde 1979 os seus membros são eleitos por sufrágio universal pelos cidadãos de Barcelona com direito a voto, em eleições celebradas a cada quatro anos. Tem sede na Casa da Cidade, na Praça de Sant Jaume, diante do Palácio da Generalidade da Catalunha.

## Competências
O Ajuntament é o organismo com maiores responsabilidades e mais amplo leque de serviços públicos públicos à cidade, já que regula a vida diária dos cidadãos, e importantes assuntos como o planeamento urbanístico, os transportes, a angariação de impostos municipais, a gestão da segurança viária mediante o serviço da Guarda Urbana ou a manutenção da via pública e dos jardins (asfaltagem, limpeza, etc). Também é responsável pela construção de equipamentos municipais como agora infantários, polidesportivos, bibliotecas, residências para a terceira idade ou habitação de proteção pública.
O poder do Ajuntament estrutura-se em dois níveis, já que dividiu a cidade administrativamente em dez distritos. Existe um nível de responsabilidades municipais geral, dirigido diretamente pelo(a) Presidente de Barcelona e a sua equipa de governação, e que se ocupa das questões mais gerais e importantes da cidade, que se aplicam a toda a cidade.
De outra banda há outro nível de responsabilidades, delegadas aos "distritos". Assim, a cada distrito tem o seu próprio centro político e administrativo, que funciona como um ente político com responsabilidades próprias, que ajudam a descentralizar a política da cidade para que os cidadãos se sintam mais próximos da administração. A cada distrito, como uma pequena câmara ou prefeitura territorial, tem a sua própria sala de reuniões onde se debatem as questões políticas, e a sua própria equipa de governação, com um vereador. A governação do distrito forma-se em função do número de votos que a cada partido recebe, em cada distrito, nas eleições municipais de Barcelona. Assim, sucede que ainda que a governação da cidade recaia num determinado partido, um ou vários distritos sejam governados por outra formação política.
Finalmente há temas nos quais a responsabilidade municipal é delegado noutras administrações, e para isso optou-se pelo desenvolvimento de consórcios ou entes de natureza consorcial, como o Consórcio de Bibliotecas, o Consórcio de Serviços Sociais, o Consórcio de Educação, o Consórcio Sanitário de Barcelona ou a Agência de Saúde Pública de Barcelona, entre outras.

## Os distritos e bairros de Barcelona
Barcelona divide-se administrativamente em 10 distritos desde 1984. Cada distrito funciona como um ente político com responsabilidades próprias, que ajudam a descentralizar a política da cidade. A divisão territorial dos distritos responde a questões históricas da cidade. A maioria dos distritos correspondem a antigos municípios independentes que foram anexados à cidade durante os séculos XIX e XX, e que ainda conservam a sua própria personalidade. Os cidadãos mais idosos da cidade ainda identificam Barcelona unicamente com o distrito da Cidade Velha.
Os distritos de Barcelona são:
1. Ciutat Vella
2. Eixample
3. Sants-Montjuïc
4. Les Corts
5. Sarrià-Sant Gervasi
6. Gràcia
7. Horta-Guinardó
8. Nou Barris
9. Sant Andreu
10. Sant Martí